# Assedio di Cuneo (1744)
L'assedio di Cuneo del 1744 fu un fatto d'armi svoltosi durante la guerra di successione austriaca.
Durante la guerra di successione austriaca i francesi (nemici dei piemontesi e degli austriaci) decisero di avanzare in Piemonte per poi arrivare in Austria. Prima di scendere in Piemonte, però i francesi uniti con gli spagnoli dovettero assediare Cuneo, città molto ben guarnita che già aveva resistito a otto assedi.
Dopo un velocissimo assedio al forte di Demonte in valle Stura, i galloispani si trovarono di fronte alla città fortificata pronta ormai da tempo per sopportare l'assedio. Il nuovo governatore della città, il barone Wilhelm von Leutrum (noto in lingua piemontese come Baron Litron), di origine sassone, era stato chiamato dal Re Carlo Emanuele III di Savoia (detto Carlin) a difendere la città, vista la sua esperienza.
L'assedio cominciò il 15 settembre 1744 con l'arrivo della prima bomba contro le mura di Cuneo, alla quale i cuneesi risposero con tanta foga da far tacere i nemici per più di due giorni. I combattimenti continuarono ancora per molto con i galloispani che distruggevano campanili e camini e i piemontesi che facevano di tutto per cacciarli motivati dal barone Wilhelm von Leutrum che amava molto quella che definiva già la sua città. Il 29 settembre da Saluzzo il Re arrivò con 25000 uomini (su 40000 di tutto l'esercito Sabaudo) per soccorrere i 4089 soldati a difesa di Cuneo. L'esercito si schierò a Madonna dell'Olmo e lì il 30 settembre combatté una grande battaglia contro i nemici galloispanici che usciranno vincitori ma saranno molto indeboliti. I ventuno giorni di assedio successivi furono molto più facili e l'11 ottobre il consiglio di guerra francospagnolo (composto dal Principe di Contì per i francesi e il marchese de La Mina  per gli spagnoli sotto un comando generale dell'Infante di Spagna Don Filippo di Borbone) decide che nelle notti successive avverrà la ritirata. Il 21 ottobre viene dichiarato concluso l'assedio.